# ペデルナレス州
ペデルナレス州（ペデルナレスしゅう、スペイン語: Provincia de Pedernales）はドミニカ共和国の州である。州都はペデルナレス。

## 隣接州
- インデペンデンシア州
- バラオーナ州
- 南東県
- 西県

## 下位行政区画

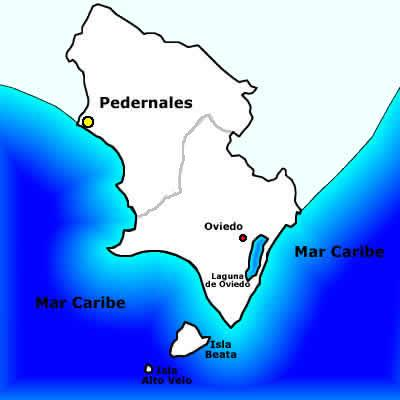
ペデルナレス州の基礎自治体

1. オビエド（英語版）
2. ペデルナレス（英語版）